# Edgard Blancquaert
Edgard Blancquaert (Opdorp, 20 juni 1894 - Mariakerke, 29 september 1964) was een Belgische taalkundige, dialectoloog, foneticus en minister van Openbaar Onderwijs.

## Levensloop
Blancquaert werd geboren in Opdorp, een klein dorp op de grens van Oost-Vlaanderen, Vlaams-Brabant en Antwerpen. Zijn ouders waren hulponderwijzers die afkomstig waren uit Berlare. Nadat hij zijn lager onderwijs in de gemeenteschool in Opdorp genoten had, trok hij naar Mechelen om er van 1905 tot 1912 lessen te volgen aan het Koninklijk Atheneum. Eerst in de moderne humaniora, maar vanaf 1908 in de Grieks-Latijnse. In 1912 verliet hij de Grieks-Latijnse retorica van het Mechelse Atheneum als primus. Dit weerhield hem er niet van om een examen voor de Centrale Examencommissie te doen om filologie aan de Universiteit te studeren, omdat hij geen volledige oude humaniora had gevolgd. In oktober van datzelfde jaar liet hij zich inschrijven aan de Universiteit van Gent om er de colleges in de Germaanse filologie te volgen.
In juli 1914, enkele dagen voor de Eerste Wereldoorlog uitbrak in België, werd hij kandidaat in de Letteren en de Wijsbegeerte. Toen de oorlog uitbrak meldde Blancquaert zich echter als oorlogsvrijwilliger aan. Eerst werd hij geweigerd, maar later werd hij dan toch aanvaard als oorlogsvrijwilliger. In maart 1915 trok hij naar het front als sergeant. In september van het hetzelfde jaar werd hij adjudant en één maand later onderluitenant.
In april 1916 trok Blancquaert naar Belgisch Kongo om daar oorlog te voeren. Twee jaar later keerde hij echter om gezondheidsredenen, als eerste luitenant, terug naar Europa. Vanuit zijn ziekteverlof maakte hij gebruik om in Londen aan fonetiek te doen onder leiding van Daniel Jones en Harold Palmer. In september 1918, vlak voor het grote offensief, legde Blancquaert in Le Havre zijn eerste doctoraat af.
In februari 1919 zette hij zijn studies voort, ditmaal aan de VUB. Hetzelfde jaar promoveerde hij er nog met een proefschrift over Het Opdorps Dialect. Daarna werd hij in 1920 leraar aan het Koninklijk Atheneum van Gent. In 1921 kende de Universitaire Stichting hem een beurs toe om gedurende het academiejaar 1921-1922 aan de Universiteit van Parijs de colleges te volgen van Dauzat in de algemene taalkunde, van Gilléron in de dialectgeografie en van Poirot in de experimentele fonetica. Het was daar dat hij het plan opvatte om voor zijn geboortestreek taalkundig materiaal ter plaatse op te tekenen, zoals Gilliéron dat samen met Edmont voor het Franse taalgebied had gedaan. In 1925 werd Blancquaert benoemd tot docent aan de faculteit van de letteren en wijsbegeerte aan de Rijksuniversiteit van Gent en op 4 maart 1930 werd hij gewoon hoogleraar.
In 1927, na het emeritaat van professor Jozef Vercoullie, werden Blancquaert de filologische oefeningen over het Nederlands in de kandidatuur en de historische spraakkunst van diezelfde taal in het doctoraat toevertrouwd. Ook doceerde hij enkele jaren de Waalse dialectologie en de methoden van de moderne dialectstudie aan de romanisten, alsook de vergelijkende grammatica van de Indo-Europese talen en Gotisch aan de germanisten.
Van februari tot april 1939 was hij als technocraat, aanleunend bij de socialisten, minister van Openbaar Onderwijs in  de regering-Pierlot I. Als hoogleraar breidde Blancquaert de sectie neerlandistiek aan de vernederlandste RUG verder uit door onder meer de vakken dialectologie en fonetica in te voeren. Ook stichtte hij het Belgisch Interuniversitair Centrum voor Neerlandistiek. Van 1944 tot 1947 was hij rector aan de Gentse universiteit, waarna hij er in 1952 beheerder-inspecteur werd. Toen dit mandaat in 1953 werd afgeschaft, werd hij in 1954 regeringscommissaris in de nieuw opgerichte raad van beheer. In september 1957 werd hij emeritus.
In 1946 werd hij benoemd tot lid van de Technische Commissie van het Nederlands-Belgisch Cultureel Akkoord. Vanaf 1951 was hij eveneens lid van de Commissie van Bijstand van het Woordenboek der Nederlandse Taal. Tevens was hij vanaf 1945 lid van de Nederlands-Belgische Spellingscommissie en vanaf 1946 van de Woordenlijstcommissie, waarvan hij in 1950 de voorzitter van de Belgische Afdeling was. In deze functie werkte hij mee aan de totstandkoming van de zogenaamde nieuwe spelling, een constante zorg van de Vlaamse ontvoogdingsstrijd.

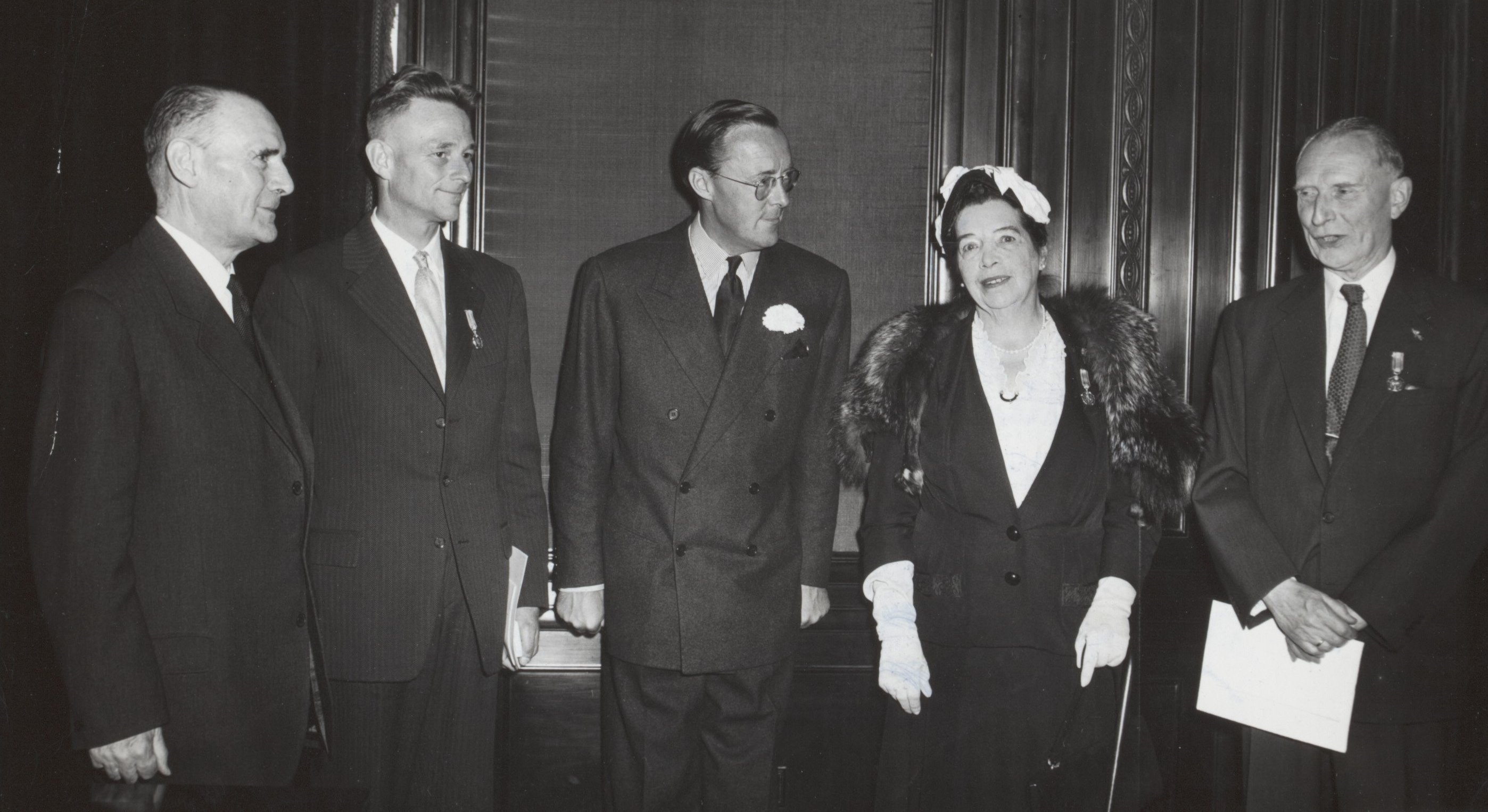
Blanquaert (links) ontvangt een Zilveren Anjer van prins Bernhard (1956)

Ook in Nederland stond Blancquaert als taalkundige hoog aangeschreven. Vanaf 1927 was hij er lid van de Maatschappij der Nederlandse Taalkunde , vanaf 1952 van het Utrechts Provinciaal Genootschap voor Kunsten en Wetenschappen, vanaf 1954 van de Fyske Akademy en vanaf 1955 was hij buitenlands lid van de afdeling Letteren van de Nederlandse Academie van Wetenschappen.
Blancquaert droeg eveneens bij tot de vernederlandsing van de Belgische wetgeving. In 1947 stelde hij het Verslag over de Enquête van het August Vermeylenfonds op en werkte hij hierdoor mee aan de heropleving van de Vlaamse Beweging na de Tweede Wereldoorlog. Voor de oorlog verzette hij zich tegen het Vlaamsch Nationaal Verbond, dat volgens hem een fascistische bedreiging vormde. Hij was lid van het Waakzaamheidscomité van Antifascistische Intellectuelen en in 1939 ondertekende hij een open brief aan de Gentse burgemeester om een VNV-optocht in de stad te verbieden.
In 1964 overleed Blancquaert op zeventigjarige leeftijd in Mariakerke.